# Бекасов, Лев Степанович
Лев Степа́нович Бека́сов (16 октября 1933, Куйбышев — 19 сентября 2016, Самара) — советский и российский джазовый музыкант, аранжировщик, руководитель джаз-оркестра, организатор концертов и фестивалей, заметный деятель джазового движения Самары.

## Жизнь и деятельность в джазе
Отец и мать Бекасова были репрессированы. В 1947 году, не окончив общеобразовательной школы, поступил в ремесленное училище №14, где после концерта театрализованного эстрадного оркестра заинтересовался джазом и поступил в музыкальный кружок. Самостоятельно освоил саксофон и кларнет, некоторое время играл в оркестре клуба ГРЭС под управлением Альберта Староквашева. По окончании училища работал на Куйбышевском судоремонтном заводе, в 1952 году был призван в армию, служил в полку Ленинградского военного округа авиамехаником, затем — воздушным стрелком-радистом в Крыму. Во время службы в армии (1952—1956 гг.) руководил ансамблем самодеятельности, самостоятельно изучал теорию музыки и гармонию, начал писать собственные аранжировки.
Формального музыкального образования Бекасов в итоге не получил, однако постепенно овладел игрой на всех базовых разновидностях саксофона (сопрано, альте, теноре, баритоне). После окончания армейской службы пришёл в оркестр Куйбышевского клуба им. Ф. Э. Дзержинского, которым за время его участия руководили сначала Роман Идельчик, а затем — Борис Любимов. В коллективе на тот момент играли ключевые джазмены города (пианист Игорь Вощинин, саксофонисты Владимир Лебедев, Олег Гребенников и Евгений Варламов, трубачи Геннадий Николаев и Борис Акимов, барабанщик Валерий Варламов и др.). Быстро прогрессируя и начав с седьмого (внештатного) номера в группе саксофонов, в конце концертного сезона Бекасов уже играл партии первого альт-саксофона.
Закончив школу-десятилетку, поступил в Куйбышевский индустриальный институт им. В. В. Куйбышева. В 1959 году, будучи студентом, по инициативе пианиста Владимира Виттиха возглавил институтский эстрадно-джазовый оркестр, оставшись впоследствии на посту до окончания истории этого состава. Продолжая играть в оркестре под управлением Бориса Любимова в «Дзержинке», Бекасов одновременно стал лидером собственного коллектива, который с ним пережил новое рождение. Через личные связи участника состава Евгения Варламова оркестр получал актуальные современные партитуры и аранжировки от ведущих столичных коллективов и быстро стал полноценно джазовым, утратив эстрадную ориентацию.
В июне 1962 года Бекасов стал одним из основателей Городского молодёжного клуба («ГМК-62»), а оркестр под его управлением — первым коллективом созданного клуба и основой его секции эстрадной и джазовой музыки (которой руководил Игорь Вощинин). Помимо концертных выступлений, джаз-секция проводила лекционные и популяризаторские мероприятия, дискуссии о джазе, лекции-концерты с использованием магнитофонных записей и выступлений живых ансамблей. Силами ГМК в том же 1962 году был проведён первый в истории города джазовый концерт на центральной площади им. Куйбышева, а 23 декабря 1962 года во Дворце культуры металлургов по инициативе Бекасова и Бориса Брюханова, трубача оркестра, состоялся первый Куйбышевский джаз-фестиваль.
В 1965 году джазовая секция ГМК была преобразована в самостоятельный джаз-клуб, получивший название «Квинт». Бекасов был избран президентом новой структуры, ставшей третьим джаз-клубом в СССР (после московского и ленинградского). За время своего существования джаз-клуб провёл 24 фестиваля под общим названием «Весна» (или «Джаз-Весна»), в 18 из которых председателем оргкомитета фактически был Бекасов (формально на эту роль назначались комсомольские лидеры). В период существования СССР статус этих фестивалей был всесоюзным, в его жюри работали видные советские джазовые мэтры — Анатолий Кролл, Игорь Лундстрем, Юрий Саульский и др. В джаз-клубе существовал собственный оркестр, руководство которым также осуществлял Бекасов (здесь упор был сделан в первую очередь на авторские аранжировки лидера). Кроме того, в 1970-х Бекасов инициировал создание ещё одного джаз-оркестра на базе Куйбышевского авиационного института.
В 1975-м году Бекасов передал полномочия президента джаз-клуба Валерию Коннову, начав вплотную работать над кандидатской диссертацией, и начал постепенно отходить от занятий музыкой в пользу профессиональной деятельности. В конце 1970-х и все 1980-е организацией куйбышевских фестивалей занимался в основном пианист Григорий Файн. Однако встреча соратников в 1992 году по поводу 30-летия Куйбышевского джаз-клуба спровоцировала новый всплеск активности, и в 1993-м ветераны клуба (Бекасов, Вощинин, вокалист Альберт Николаев и другие) возобновили подготовку фестивалей под собственным руководством. Было проведено ещё семь мероприятий, в том числе с участием музыкантов из Великобритании, Франции, Германии, Австралии.
В октябре 2013 в Самаре прошли торжественные мероприятия, посвящённые 80-летию Бекасова, где он играл на альт-саксофоне с оркестром одного из своих учеников, басиста Вячеслава Клюшина.
Умер 19 сентября 2016 года в Самаре.

## Оркестр «Ритм»
Возглавленный Бекасовым в 1958 году эстрадно-джазовый оркестр Куйбышевского индустриального института был основан в конце 1930-х годов, имел любительский статус и до прихода Бекасова находился под руководством последовательно Бориса Горохова, Григория Галочкина, Юрия Маршева и Бориса Комарова. Бекасов управлял коллективом с 1958 по 2013 год с перерывами в 1970-х, 1980-х и 1990-х, когда из-за занятости лидера и отсутствия официальной поддержки от руководства института деятельность коллектива прерывалась.
В 2000-м году В. В. Калашников, ректор Самарского государственного технического университета (в который был преобразован институт), лично инициировал возрождение и поддержку оркестра, обеспечив среди прочего оплачиваемые штатные ставки для профессиональных музыкантов, которые сформировали костяк группы медных инструментов. Лев Бекасов, к этому моменту доцент СамГТУ, продолжил исполнять функции руководителя оркестра, в который были привлечены новые молодые исполнители (как из числа студентов Университета, так и из-за его стен). Обновлённый оркестр получил название «Ритм», предложенное одним из ветеранов коллектива, баритон-саксофонистом состава, сотрудником кафедры бурения нефтяного факультета Евгением Варламовым.
В разное время с оркестром под руководством Бекасова, который исполнял среди прочего аранжировки лидера и Бориса Брюханова, выступали именитые приглашённые солисты: Игорь Бутман (Москва), Билл Скит (Великобритания), Бернд Конрад (Германия), Эрик Трюффаз (Швейцария/Франция). «Ритм» неоднократно становился лауреатом джазовых фестивалей в Куйбышеве (Самаре) и других городах страны, выступал в Москве, Ленинграде, Риге, Минске, Свердловске, Челябинске, Саратове и т. п.
В 2013 году работа «Ритма» была временно остановлена в связи с состоянием здоровья Бекасова, а после его смерти из-за сокращения финансирования со стороны СамГТУ и потери базового помещения в Доме Учёных деятельность оркестра окончательно прекратилась. Продолжение руководством «Ритма» было предложено самим Бекасовым барабанщику коллектива Юрию Коршунову, однако на данный момент коллектив не функционирует.

## Профессиональная инженерно-преподавательская деятельность
Бекасов окончил (в 1965 году) Куйбышевский индустриальный институт, который за время его обучения был переименован в Куйбышевский политехнический институт (КПтИ).
В 1968 году пришёл на преподавательскую работу в Куйбышевский политехнический институт на кафедру автоматики и телемеханики, впоследствии работал на кафедре «Электронные системы и информационная безопасность» факультета автоматики иинформационных технологий.
В 1977 году получил степень кандидата технических наук, с 1982 года — звание доцента.
Автор ряда научных публикаций и патентов.